# Río Itaú
El río Itaú discurre internacionalmente entre Bolivia y Argentina, como frontera natural. Pertenece a la cuenca del Plata.

## Geografía
El río Itaú nace como en las coordenadas (21°36′32″S 64°0′8″O / -21.60889, -64.00222) al igual que el río Las Trancas, desde este punto recorre en dirección sur una longitud total de 170 km hasta su confluencia con el río Tarija, para formar el río Grande de Tarija.
El río recorre 99 km en territorio boliviano y los restantes 71 km son el tramo de frontera natural con Argentina hasta su desembocadura en el río Grande de Tarija.
- Datos: Q3458660